# Linh dương lau sậy phía nam
Linh dương lau sậy phía nam (Redunca arundinum) là một loài động vật có vú trong họ Bovidae, bộ Artiodactyla. Loài này được Boddaert mô tả năm 1785.

## Hình ảnh

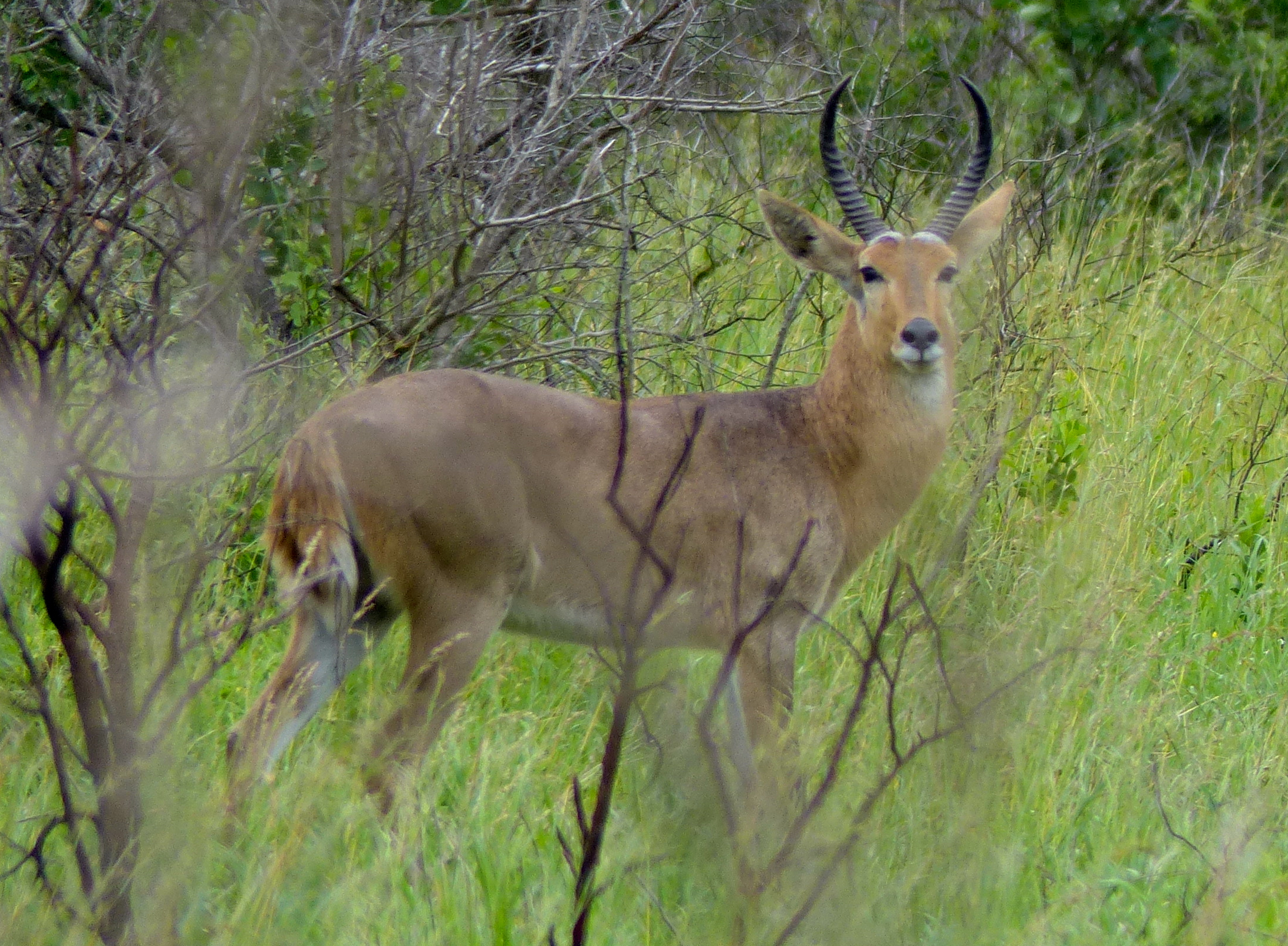
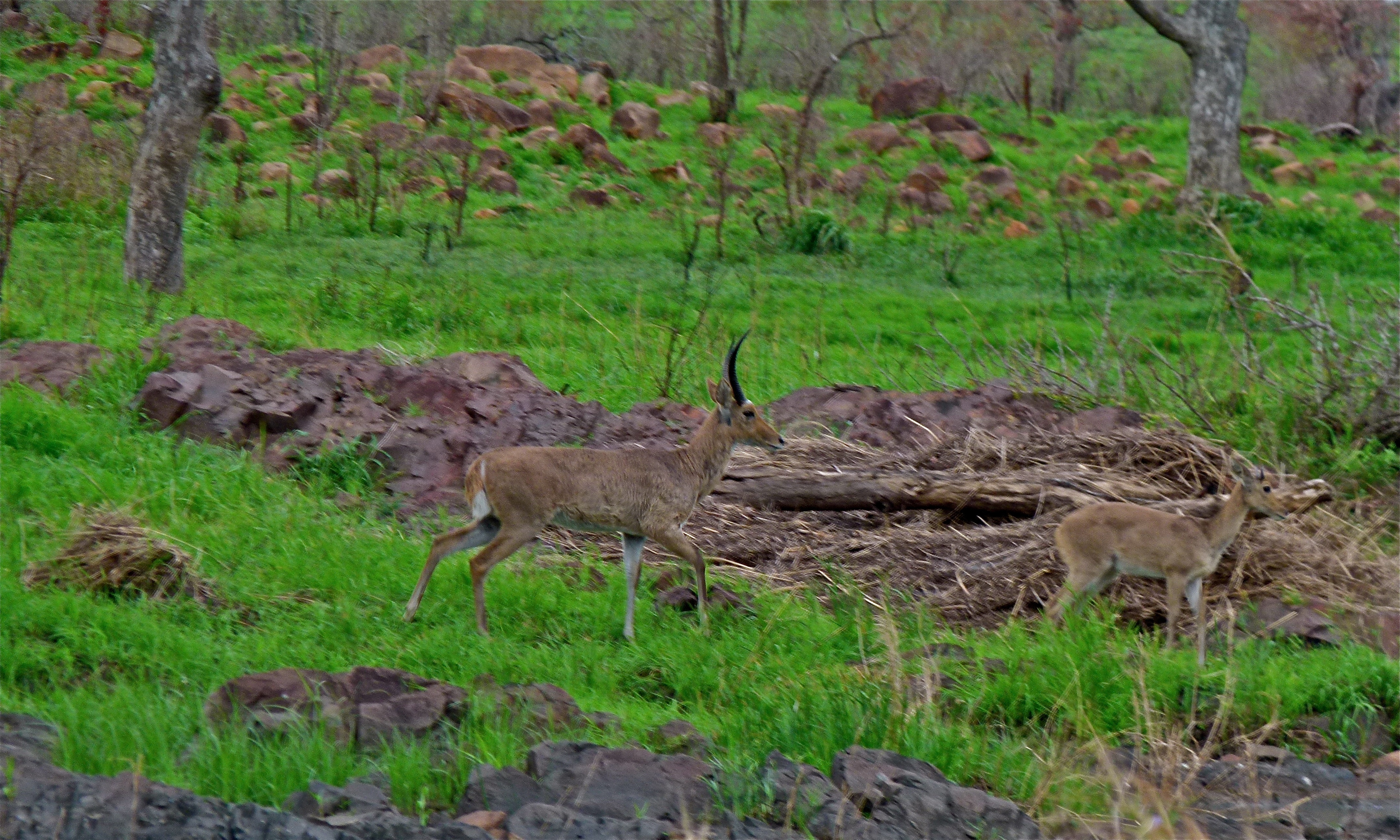